# 一加手机5
一加手機5（OnePlus 5，外文常縮略為OP5）是中國大陸廠商一加推出的智慧型手機，於2017年6月20日发布。它是2016年發布的一加手機3T之繼任者，至於沒有一加手機4的原因是由於四的禁忌，亦即是「4」的中文讀音與「死」相近所致，故此被跳過。
在同年的11月20日 ，一加科技推出一加手機5的升級版一加手機5T（OnePlus 5T），機面轉至機背的指紋辨識器，改用了6.01吋18：9全螢幕。

## 技術規格

### 硬件
一加手機5的外觀與上一代一加手機3/3T的類似，採用陽極氧化鋁工藝的金屬機身+2.5D弧面玻璃熒幕（康寧第5代大猩猩抗刮玻璃）的設計。不過背面為遷就雙攝像頭的設計，則是酷似iPhone 7的背面設計，這個也招來了The Verge的批評。機身顏色有金色，黑色和灰色兩種可選。機身尺寸基本維持和一加3/3T一樣的尺寸。
一加手机5的熒幕仍然採用三星的Optic-AMOLED觸控式熒幕，維持5.5英寸，支援sRGB、DCI-P3色彩空間，但是解析度仍只有1080×1920，401ppi畫素密度。後來根據OnePlus開放的內核驅動程式顯示，熒幕模組型號與OnePlus 3/3T的一致，在預設的顯示模式下，色彩顯示表現和前代OnePlus 3/3T一樣不能令人滿意，但是如果使用者願意犧牲色彩顯示多寡而選擇使用sRGB模式或是DCI-P3模式的話，表現則較佳。与其他使用同代AMOLED屏幕的手机一样，一加5/5T的PWM调光闪烁频率为240Hz-250Hz。
處理器採用高通驍龍835，內建4顆最高時脈2.45GHz的Kryo 280 CPU核心（Coretx-A73的高通客製版）、4顆最高時脈達1.9GHz的低功耗CPU核心（類似於Cortex-A53的功用）以及Adreno 540 GPU。記憶體和存儲空間配置有6GB RAM + 64GB存儲空間及8 GB RAM + 128GB存儲空間的搭配，記憶體均採用雙通道LPDDR4X-1866的配置，存儲空間使用UFS 2.1介面。不支援SD卡存儲擴充，不過仍然有USB-OTG可供外掛SD卡讀卡機使用。
本機的攝影機方面，後置攝影機採用了雙攝像頭設計，配備雙LED補光燈，一個鏡頭為廣角鏡頭，而另一個鏡頭則是遠攝鏡頭。廣角鏡頭採用Sony Exmor IMX398 1,600萬畫素圖像感應元件，感光尺寸和上一代一加3/3T的Exmor IMX298一樣是1.12微米，光圈f/1.7，對焦方式為DCAF；遠攝鏡頭採用Sony Exmor IMX350 2,000萬畫素感光元件，f/2.6的光圈，對焦方式為PDAF。它們都支援電子圖像穩定（EIS）、HDR、多幀合成高質量模式（HQ）、延時攝影模式等，不過缺少了上一代擁有的光學圖像穩定（OIS）技術支援。前置攝影機維持1,600萬畫素的配置，但採用了Sony Exmor IMX 371感光元件，擁有f/2.0的光圈、固定對焦、電子圖像穩定。後置攝影機最高支援 4K@30FPS 或 1080p@60FPS 或 720p@120FPS 的影片攝錄。本代OnePlus也與DxO合作完善攝影機部分。不過，在不少使用評測上，OnePlus 5 的雙攝像頭表現尚待完善，與同廠前代機型的拍攝效果對比，只能取得互有勝負的結果，功能性的提升大於拍攝效果的改善。
網路支援方面與上一代相差不大，同樣支援雙Nano-SIM卡，但最高可支援LTE Cat.12下載（600 Mbps）及Cat.13上載（150 Mbps）規格，LTE 13頻段仍不受支援。不過WiFi方面則是提升了規格，支援2×MIMO雙天線收發。不過驍龍835內建的基頻電路存在Bug而導致的WiFi連線不穩定的問題仍然存在。
本機配備和上一代OnePlus 3/3T相容的Dash Charging快速充電技術，能以5V × 4A的功率充電，普通模式則是5V × 2A的功率充電，本代電池容量為4.2V 3,300mAh。
其餘像是NFC、指紋感應器等也有配備。

### 軟件
OnePlus 5 國際版預載基於Android 7.1.1的OxygenOS 4.5。OxygenOS的界面風格和操作方式與原生Android系统 AOSP接近，預裝Google行動服務，還新增了不少便利功能，像是快捷支付、遊戲免打擾、背景程式限制、簡訊驗證碼識別等，其中的一個功能是閱讀模式。中國版則是預載氫OS，除了以中國大陸本土類似功能取代Google行動服務以外（但仍然預載了 Google Play 服務以備部分應用程式的依賴存取需要），其餘功能則與氧OS（即Oxygen OS，实属氢OS的国际版）基本無異。
無論是國際版抑或是中國版，硬體規格完全一樣，僅預載的系統不同，而OnePlus官方也默許國際版與中國版的韌體互刷的行為。
2017年12月，一加5氧OS更新至 Android 8.0。
2018年12月25日，在 Android Pie 正式发布四个多月之后，一加官方推送了氧OS Android 9.0 更新。
2019年10月，一加手机5可以獲得Android 10更新。

## 發售
一加手機5在發表同時也接受預訂，北美地區售價479美元起。歐洲地區於6月21日接受預訂，售價499歐元起，亞洲地區則於6月22日起接受預訂。中国内地地区售价2999人民币起。

## 腳註
1. ↑  另外的數款使用驍龍835 SoC的智慧型手機（如三星 Galaxy S8/S8+[7][8]、索尼 Xperia XZ Performance[9]、小米手機6[10]等）也同樣存在WiFi連線不穩定的問題

## 外部連結
- 一加手機5 （页面存档备份，存于）（简体中文）
- OnePlus 5 （页面存档备份，存于）（英文）
- Review[永久][來源請求]

| 上一代： 一加手機3T | OnePlus 5 | 下一代： 一加手机5T |